# 洗礼者ヨハネ (カラヴァッジョ、カピトリーノ美術館)
『洗礼者ヨハネ』（せんれいしゃヨハネ、伊: San Giovanni Battista、英: Saint John the Baptist）は、イタリア・バロック期の巨匠カラヴァッジョが1602年にキャンバス上に油彩で制作した絵画である。『エマオの晩餐』 (ロンドン・ナショナル・ギャラリー)、『キリストの捕縛』 (アイルランド国立美術館、ダブリン) とともに、熱心な収集家として知られたチリアーコ・マッテイのために描かれた作品で、カラヴァッジョが生涯で何度も取り上げた洗礼者ヨハネの最初の作品である。現在、ローマのカピトリーノ美術館に所蔵されている。また、ローマのドーリア・パンフィーリ美術館には本作の忠実な複製が所蔵されている。

## 歴史
本作は、依頼者チリアーコ・マッテイの息子ジョヴァンニ・バッティスタから「私の唯一の主人であり保護者である」フランチェスコ・マリア・デル・モンテ枢機卿に遺贈された。その後、ピオ・デ・サヴォィア枢機卿のコレクションを経て、1750年にカピトリーノ美術館に収蔵されたが、保存状態が悪かったせいもあり、長い間、ドーリア・パンフィーリ美術館にある同主題作の忠実な複製とされていた。
ところが、1953年にイギリスの著名なバロック絵画研究者デニス・マホンがこの絵画を見出し、オリジナルとしてから、どちらの作品をオリジナルと見るかの論争が繰り広げられるようになった。その後の調査によって、カピトリーノ美術館の本作には多くのペンティメント (描き直し) が見つかった一方、ドーリア・パンフィーリ美術館の作品にはないことが明らかとなり、前者がオリジナルで、後者が複製であることが判明した。なお、近年、本作は修復を受け、2012年1月にその作業が完了している。

## 主題

カラヴァッジョ『洗礼者ヨハネ』、ドーリア・パンフィーリ美術館、ローマ

本作には、洗礼者ヨハネのアトリビュート (人物を特定する事物) である葦の十字架や洗礼用の椀、「見よ、神の子羊 (Ecco Agnus Dei)」 (「ヨハネによる福音書」1章36) というヨハネがイエス・キリストを見て発した言葉が記された紙片といったものが描かれていない。また、少年が抱き寄せようとしているのは子羊ではなく、角の生えた雄羊のように見える。このような角の生えた羊を伴う洗礼者ヨハネの図像に前例はないといわれる。
こうした様々な特異な点を考慮し、ある学者は少年はヨハネではなく、父アブラハムによって犠牲に差し出され、天使に救われたイサクであると解釈した。そして、この絵画は、「解放されたイサク」が自分の代わりに犠牲に差し出された羊と喜び合っている姿を描いたものだいう説が有力になった。実際、少年が座っているのが祭壇であることを示すように、画面左下には火のついた薪のようなものも見える。しかし、X線の調査によれば、カラヴァッジョが赤色の布を初め左の端まで描き、途中で現在のように描きなおしたことがわかっており、その赤色が長年の間に浮き立ったのだと考えられる。ちなみに、ドーリア・パンフィーリ美術館にある複製に火は描かれていない。さらに、イサクが単身像で描かれることはなく、カラヴァッジョの作品では単身像は物語画とはっきり区別されている。
本作の主題は、明らかに依頼者チリアーコ・マッテイの息子の名前ジョヴァンニ・バッティスタ (洗礼者ヨハネの意) に言及したものであり、洗礼者ヨハネを表していると見られる。マッテイが記録したカラヴァッジョへの支払いのうち、本作についての主題は記されていない。しかし、マッテイの死後に制作された目録 (1616年) には、「カラヴァッジョの手になる彼の子羊を伴う洗礼者ヨハネの絵」と記されている。また、マッテイの息子ジョヴァンニ・バッティスタの2つの遺書でも「洗礼者ヨハネ」とあり、カラヴァッジョのライヴァルであった画家ジョヴァンニ・バリオーネも、美術理論家ジョヴァンニ・ピエトロ・ベッローリも本作が聖ヨハネを描いたものであると言及している。ほかにも本作に言及した文献、目録などの資料はかなりの数にのぼるが、18世紀までの資料のほとんどにすべてに「洗礼者ヨハネ」と記され、しかも、そのうちの半数が洗礼者ヨハネというだけでなく、「子羊を伴う」、「子羊と戯れる」などと記されているのである。したがって、ほとんどの人々は、「角の生えた羊」を「子羊」と認識していたと思われる。

## 作品

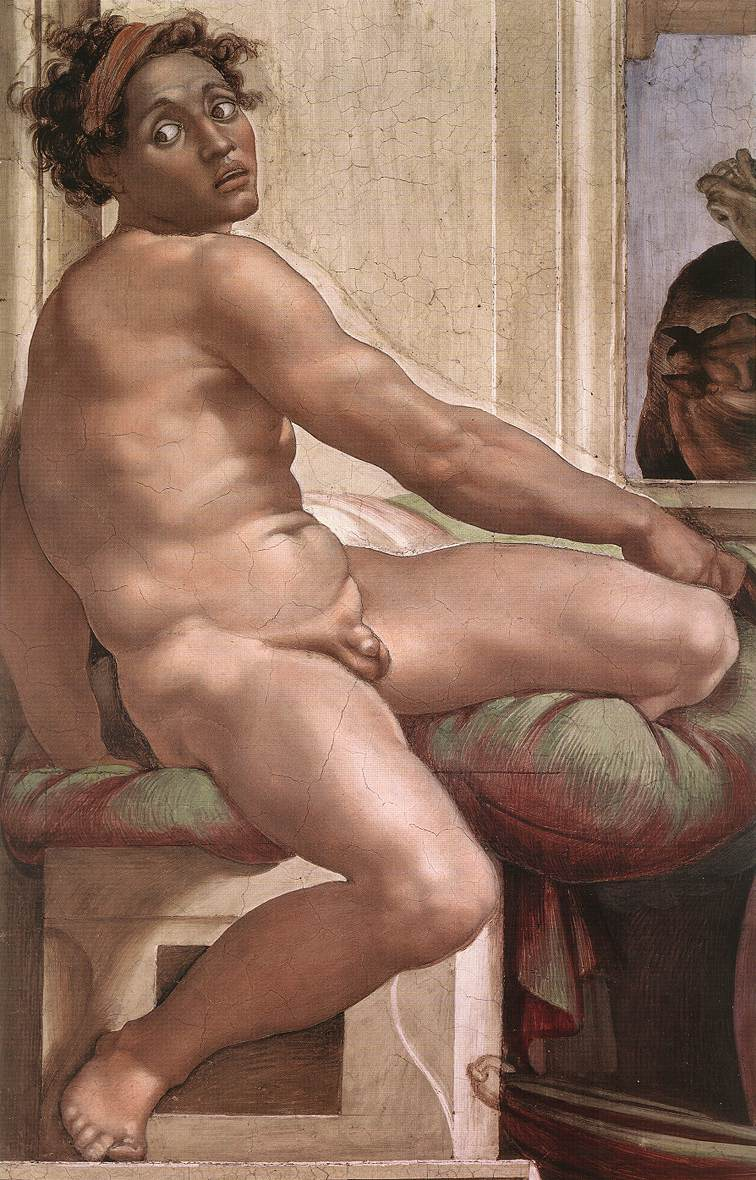
ミケランジェロ『イニュード』 (1508–1512年)、システィーナ礼拝堂、ヴァチカン宮殿 (ローマ)

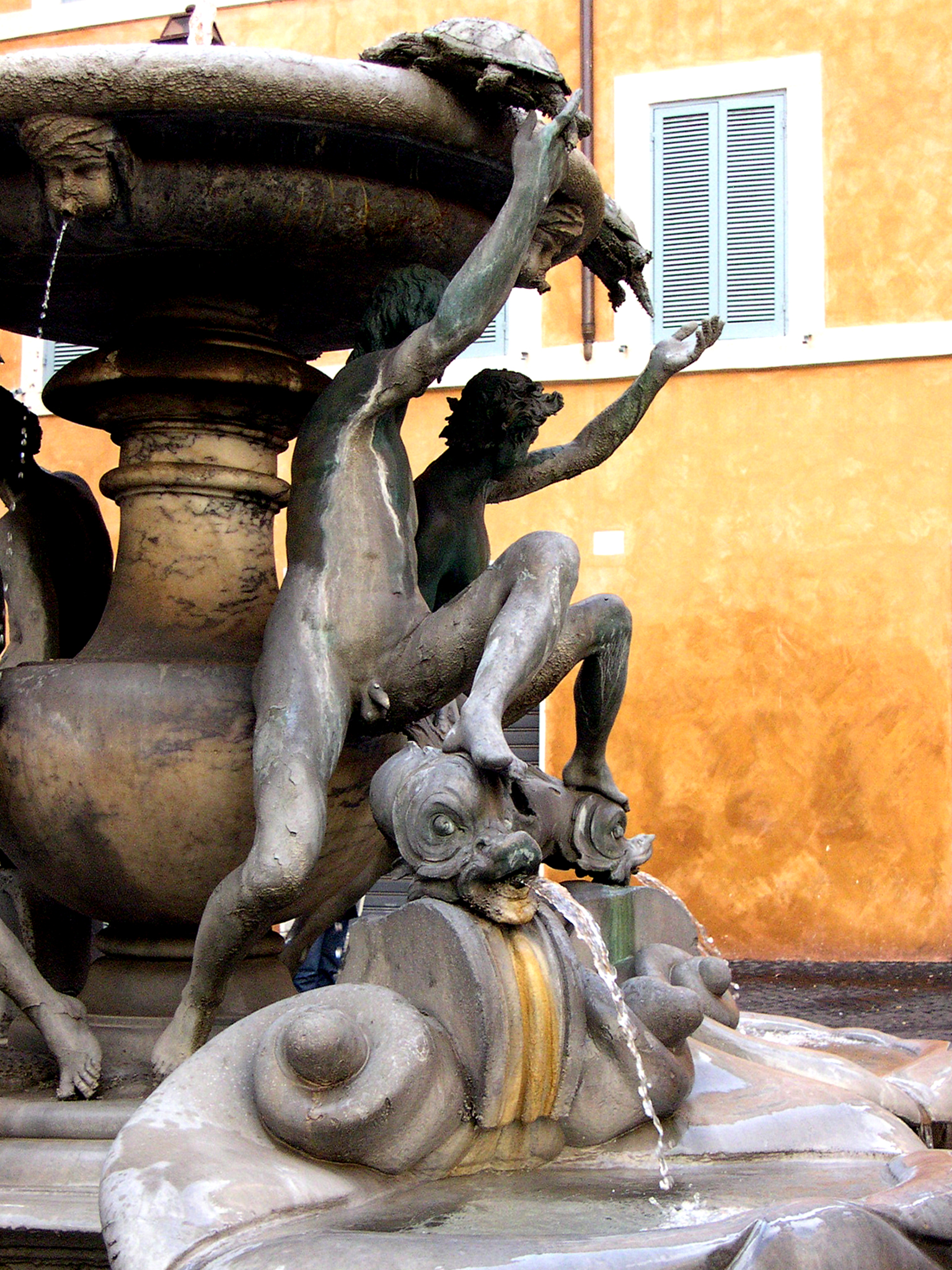
タッデオ・ランディーニ『亀の噴水』、マッテイ広場 (Piazza Mattei)、ローマ

初期作品を別にすれば、カラヴァッジョが個人収集家のために描いた宗教的主題の作品は、半身の物語画と全身の単独の聖人像に大別できる。単独の聖人像に関していえば、聖ヒエロニムスは書斎の老人として、聖フランチェスコは瞑想する姿で描かれ、パターンは決まっている。一方、最も多く描かれた単独の聖人像である洗礼者ヨハネは、すべて荒野の若者として描かれた。
この絵画を描くに際し、カラヴァッジョはイタリア・ルネサンス期の巨匠ミケランジェロの作品を参照したと思われる。システィーナ礼拝堂天井画 (バチカン宮殿、ローマ) の「ノアの燔祭」の場面に付随するイニュード (裸体青年像) の1つがヨハネのポーズの手本となったと考えられるのである。しかし、少年のポーズは、むしろタッデオ・ランディーニが1585年に制作した『亀の噴水』の青年像に想を得ていると思われる。カラヴァッジョは居候をしていたマッテイ宮殿 (本作の依頼者の宮殿) の真向かいにある彫像を真に迫った少年像として描き、マッテイを喜ばせたのであろう。

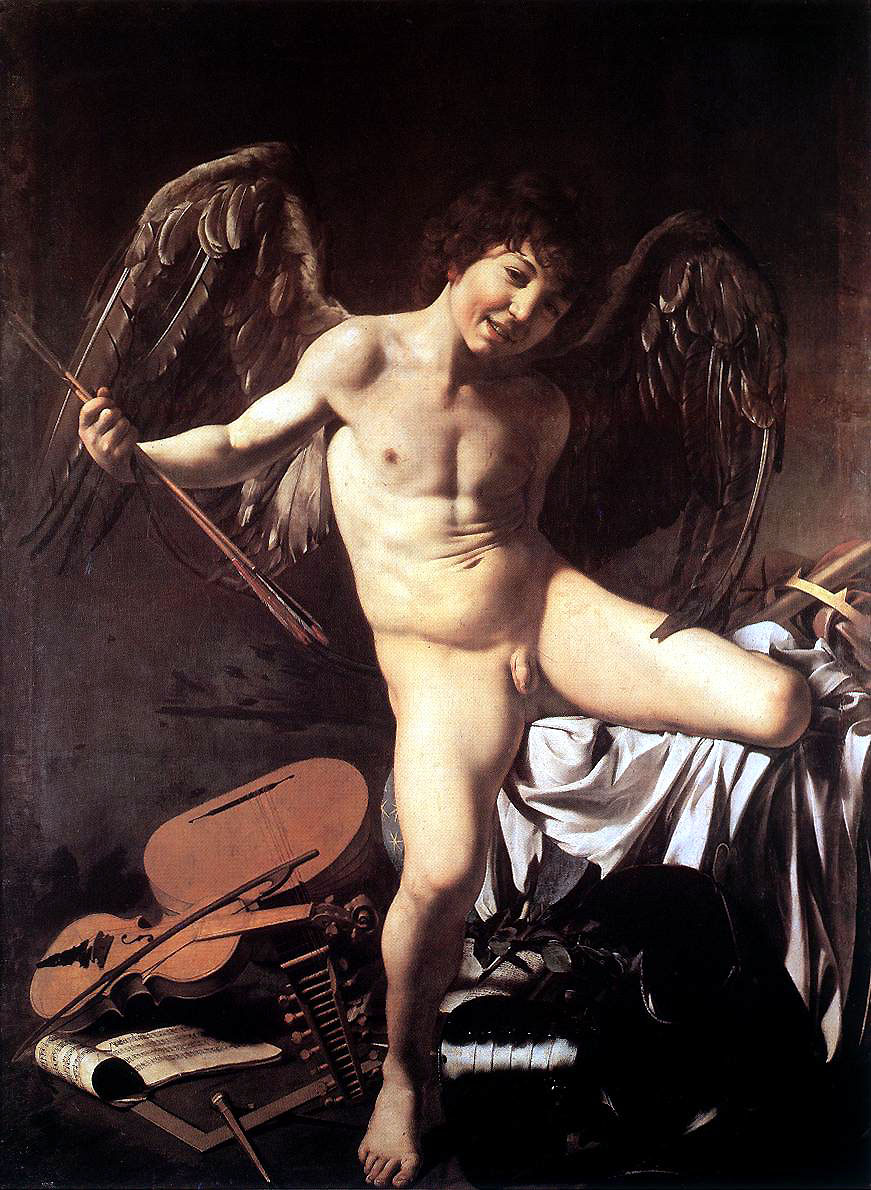
カラヴァッジョ『愛の勝利』 (1601–1602年)、絵画館 (ベルリン)

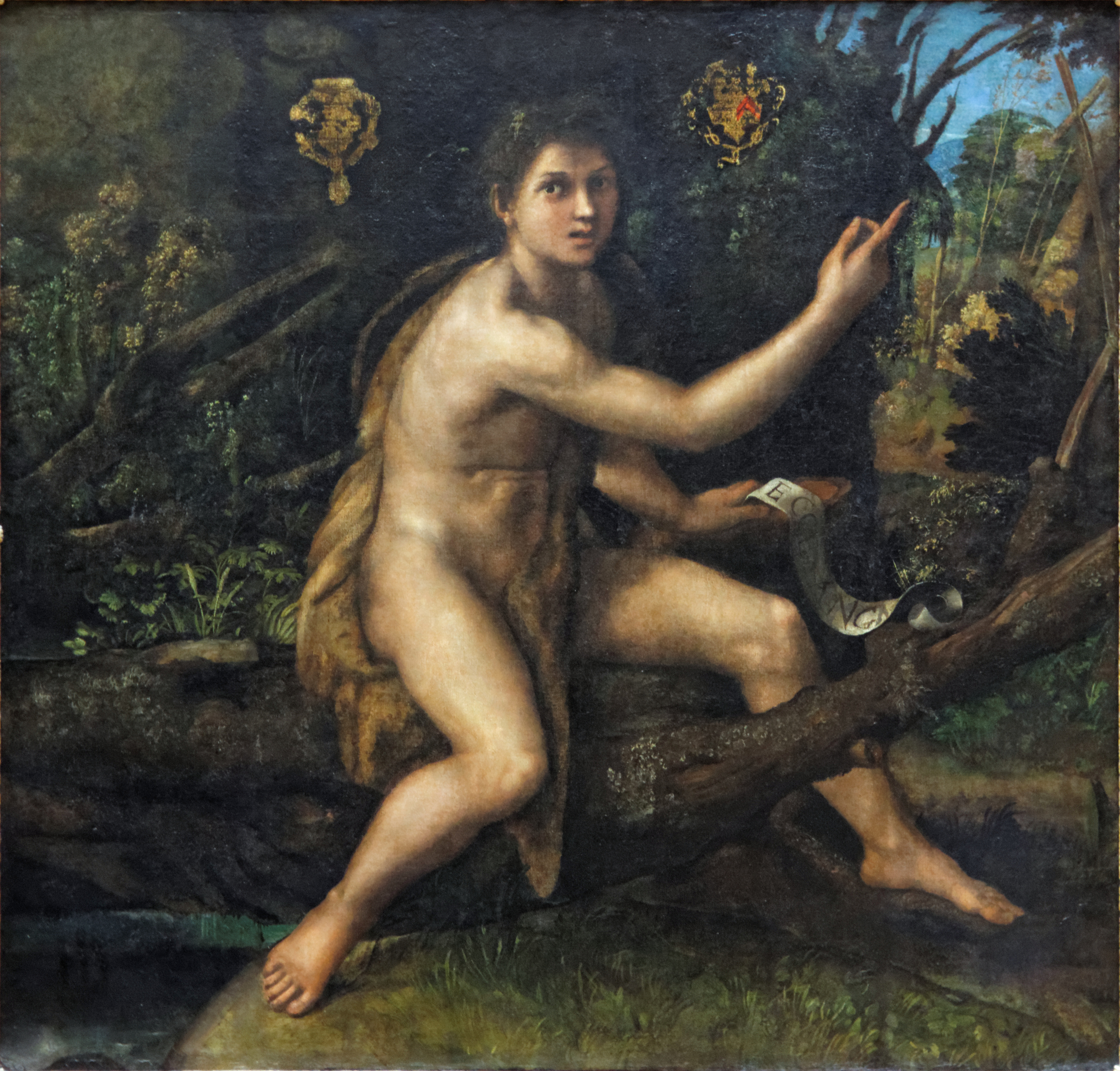
ラファエロ『荒野の洗礼者ヨハネ』 (1516年ごろ)、ルーヴル美術館、パリ

本作のモデルは、『愛の勝利』 (1601-1602年、ベルリン絵画館) のアモールと同じでもある。少年の裸体は精妙なキアロスクーロによって見事に描かれており、『愛の勝利』と同じく、肌の質感や明暗の描写は驚くほどの出来栄えである。17世紀にローマで8年間修業をしたドイツ人画家ヨアヒム・フォン・ザンドラルトによれば、本作は12歳の少年のみずみずしい肉体を見事に捉えている。
なお、少年は『愛の勝利』のアモール同様に性器を露出しているが、青年を描いたミケランジェロを別とすれば、カラヴァッジョ以前の絵画にそうした少年の描写はあまり見られない。たとえば、ラファエロと工房による『荒野の洗礼者ヨハネ』 (ルーヴル美術館、パリ) では少年の性器は隠されている。本作の性器の描写は同性愛の暗示と見られ、カラヴァッジョについて様々な憶測を生むことになった。